# ASEA
ASEA (1977년까지는 스웨덴어: Allmänna Svenska Elektriska AB, 그 이후 ASEA AB)는 베스테로스에 본부가 있는 스웨덴의 전기 및 전자 회사였다. 1883년 처음으로 문을 열었고, 발전 및 수전 설비가 주 사업 영역이었다. 1988년 스위스 브라운 보베리와 사업을 합치면서 취리히의 ABB ASEA 브라운 보베리로 사명을 바꾸었으며, 1997년 ABB로 사명을 완전히 바꾸었다. ASEA가 인수되기 전 마지막 해 거래액은 520억 크로네이며, 그 중 365억 크로네는 해외 거래액이다. 당시 고용자는 총 73000명이며, 37000명은 스웨덴 국외에서 고용하였다.
ASEA는 스웨덴 전기 사업의 큰 역할을 차지하였다. 스웨덴의 자연 환경 때문에 장거리 고전압 송신을 일찍 연구하기 시작하였고, 이후 고전압 직류 송전을 개발하였다. 전기 기관차, 노면 전차 등도 생산하였다. 1950년대 원자력 분야에도 진출하여 1968년 ASEA-Atom을 설립하였고, 스웨덴의 정부 프로젝트를 수행하였다.

## 역사

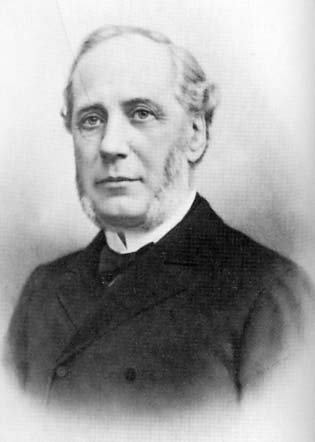
루드비그 프레드홀름

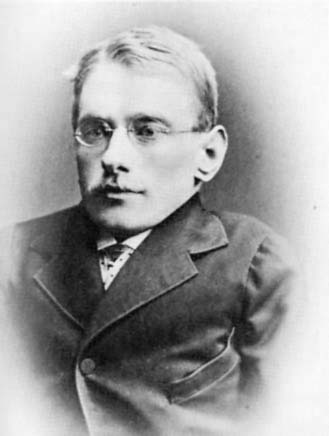
요나스 벤스트룀

1878년 스톡홀름의 경기는 매우 안 좋았고 은행 기업 Guillemot & Weyland이 파산할 위기에 처했다. 주 소유자 중 한 사람인 루드비그 프레드홀름은 1880년 파산 이후 새로운 사업을 찾기 위해서 영국과 독일에서 전기 시스템을 공부하였다. 1881년 영국산 발전기를 사용하여 조명을 제작하는 실험적인 프로젝트를 시작하였다. 이 프로젝트에는 예란 벤스트룀과 형 요나스 벤스트룀이 합류하였고, 1882년 발전기 설계의 특허를 제출하였다. 1883년 1월 17일 자본금 75,000 크로나를 가지고 스톡홀름 전기 회사(스웨덴어: Elektriska Aktiebolaget i Stockholm)를 설립하였다.
1888-1889년 베스테로스 시내 조명을 설치하는 사업을 맡았다. 예란 벤스트룀과 광산 기술자 구스타프 아브라함 그란스트룀은 사업을 확장하기로 하였다. 프레드홀름은 조명 사업만 실행하기를 바랐기 때문에 1889년 10만 크로나 자본금을 가지고 벤스트룀 그란스트룀 발전소 회사(Wenströms & Granströms Elektriska Kraftbolag)를 설립하였다. 사업 영역이 달랐기 때문에 두 회사는 서로 경쟁하지 않았다. 1년 후 송전 설비를 개발할 때가 되었다고 프레드홀름을 설득하여 현재의 ASEA를 설립하였다. 1891년 요나스 벤스트룀은 3상 교류 송전 시스템을 개발하였고 특허를 출원하였다.
ASEA 설립 이후 베스테로스에 본사와 공장을 설립하였다. 1893년 헬 호수-그렝예스베리 간 13km 송전선 공사를 수주하였다. 3상 교류 시스템을 사용하였고, 총 용량 344kVA였다. 이듬해에는 호포르스에 전기를 설치하였다. 1890년대 말에 사업이 큰 규모로 확장되었고, 스웨덴의 여러 도시, 스칸디나비아 국가의 수도, 런던, 상트페테르부르크에 사업소를 설치하였다. 1890년대 말 스톡홀름 엔실다 은행에 자금 문제가 생겨서 1900년대 초반 재정 위기가 생겼다.
1900년대 초반에는 전기 노면 전차와 전기 기관차를 생산하기 시작하였다. 1910년대에는 경쟁사의 재정 위기 때문에 시장 점유율을 회복하였다. 이 시기에 여러 상품을 생산하기 시작하여 1911년-1915년까지 폭 200m, 총 4층 규모의 공장을 신축하였다. 제 1차 세계대전 당시 독일 상품의 수출길이 끊겼기 때문에, ASEA 공장은 반사 이익을 얻었다. 1916년 야로슬라블에 공장을 착공하였으나, 이듬해 러시아 혁명으로 공사가 중단되었다가 1927년 재개되었다. 새로운 공산주의 정권 하에서도 ASEA 공장의 장비는 징발되지 않았다.

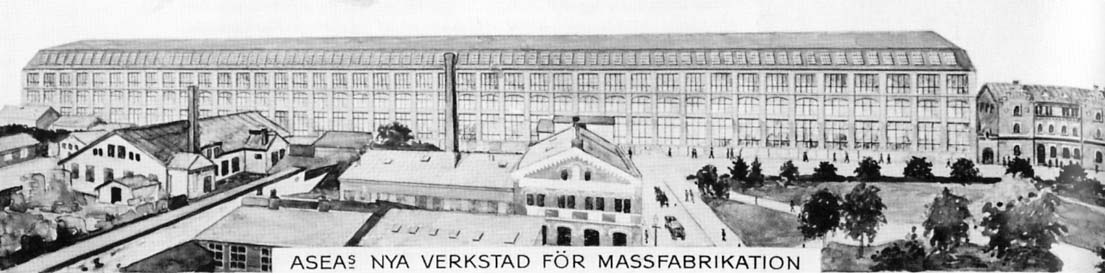
1915년 신축한 ASEA 공장.

1916년 여러 회사를 합병하였고, 1916년-1919년 베스테로스에 본사 사옥을 신축하였다. 제1차 세계 대전 이후 대공황 때문에 경영 상태가 악화되었다. 1921-1922년에는 2억 4300만 크로나 적자를 기록하였고, 1924년 공황의 영향에서 회복되었다. 이후 국내 시장을 보호하기 위하여 외국 기업과 협약을 맺었다. 미국 제너럴 일렉트릭의 인수 시도가 실패한 이후 1929-1930년 발렌베리 그룹의 일부가 되었다.

1933년까지 사용하였던 ASEA 로고.

1933년 독일에 나치 세력이 커지기 시작하면서 로고를 변경하였다. 회사 설립 당시 로고는 만자문 안에 A, S, E, A가 적혀 있는 형태였다.
제 2차 세계대전 때에는 내수 시장에 주력하였다. 1942년 스톡홀름에 당시 세계 최대 변압기를 설치하였다. 전압 220kV, 용량 120MVA 규모이다. 전후에는 여러 국가에서 주문이 밀려 생산 용량을 초과하였고, 소련에서 5년 분량의 대량 구매가 있었다.
제 2차 세계대전이 끝난 후 ASEA는 확장을 계속하였다. 1953년 세계 최초로 합성 다이아몬드를 생산하였고, 1960년대부터 사업에 본격적으로 사용되었다.

## 같이 보기
- ABB